# Episodi di Southland (prima stagione)
La prima stagione della serie televisiva Southland è stata trasmessa negli Stati Uniti dal 9 aprile al 21 maggio 2009 su NBC.
In Italia la stagione è stata trasmessa in anteprima dal 4 febbraio al 18 marzo 2010 ogni giovedì alle 21:55 sul canale satellitare AXN; in chiaro è stata trasmessa dal 22 febbraio al 15 marzo 2014 in seconda serata sul canale TOP Crime.
| nº | Titolo originale   | Titolo italiano           | Prima TV USA   | Prima TV Italia  |
| -- | ------------------ | ------------------------- | -------------- | ---------------- |
| 1  | Unknown Trouble    | Il primo giorno           | 9 aprile 2009  | 4 febbraio 2010  |
| 2  | Mozambique         | Mozambique                | 16 aprile 2009 | 11 febbraio 2010 |
| 3  | See the Woman      | Un passato da dimenticare | 23 aprile 2009 | 18 febbraio 2010 |
| 4  | Sally in the Alley | Gioventù spezzata         | 30 aprile 2009 | 25 febbraio 2010 |
| 5  | Two Gangs          | Indagini private          | 7 maggio 2009  | 4 marzo 2010     |
| 6  | Westside           | L'attentato               | 14 maggio 2009 | 11 marzo 2010    |
| 7  | Derailed           | Protezione testimoni      | 21 maggio 2009 | 18 marzo 2010    |